# Rodrigo Cordero
Pour les articles homonymes, voir Cordero.
Rodrigo Cordero (né le 4 décembre 1973) est un footballeur international costaricien.